# 다시마차

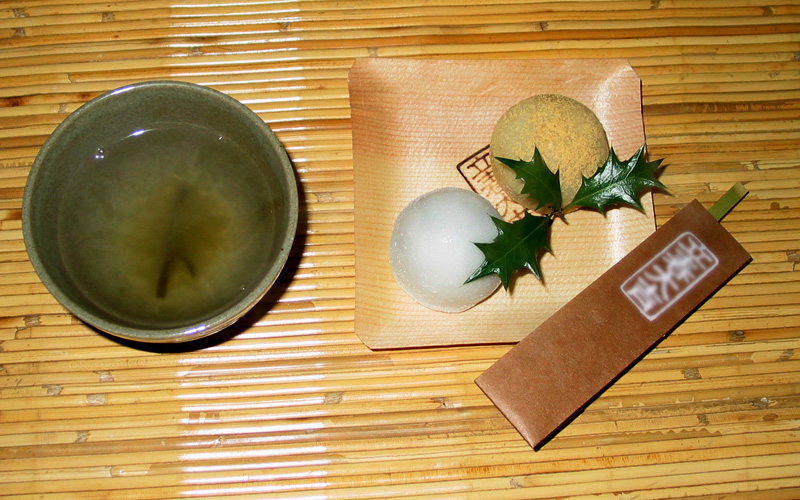

다시마차는 다시마를 말려서 빻은 가루나 잘게 채 썬 것에 뜨거운 물을 부어서 만드는 전통차다. 회분, 인, 아이오딘, 칼륨, 칼슘, 라미닌 등이 많이 들어있어 고혈압 예방에 좋고, 혈압을 내리는 작용도 한다.